# Wadjô da Costa Gomide
Wadjô da Costa Gomide (Catalão, 23 de agosto de 1932 – 9 de julho de 2003) foi um engenheiro civil brasileiro, último prefeito do Distrito Federal. Era um dos pioneiros do Distrito Federal, estando ali desde 1959. Durante sua gestão, mandou construir o Palácio do Buriti, criou a Bandeira e o Brasão de Armas do Distrito Federal, instalou a Companhia Telefônica de Brasília e a Companhia de Eletricidade de Brasília, além da criação da cidade-satélite do Guará.